# 장보자
장보자(중국어 간체자: 张柏嘉, 정체자: 張柏嘉, 병음: Zhāng Bójiā, 한자음: 장백가, 1993년 6월 16일 ~ )는 중국의 배우이다.

## 출연작

### 드라마
- 2012년 후난위성텔레비전 금응독파극장 《마랄녀병》 - 린무지 역
- 2014년 후난위성텔레비전 금응독파극장 《신견기병》 - 린궈 역
- 2014년 후난위성텔레비전 청춘일요일 《여왕가도》 - 린샤오치 역
- 2018년 텐센트 웹드라마 《행복근재지천》 - 안길 역
- 2018년 텐센트 웹드라마 《결애 : 천년의 사랑》 - 도산천화 역
- 2018년 망고 TV 웹드라마 《아여니적광년거리 2》 - 야오신 역
- 2019년 텐센트 웹드라마 《채홍적중력》 - 궈리리 역
- 2019년 동방 위성 텔레비전 동방극장 《막후지왕 : 러브 온 에어》 - 뤄지아 역
- 2020년 아이치이 웹드라마 《성화14년》 - 청가 역
- 2020년 유쿠 웹드라마 《내 사랑 사야님》 - 주여의 역
- 2020년 텐센트 웹드라마 《마천대루》 -  리모리 역
- 2021년 유쿠 웹드라마 《고독적야수》 - 팡치 역
- 2021년 아이치이 웹드라마 《세계미진리 : 세상의 먼지 속에서》 -  오영 역
- 2022년 아이치이 웹드라마 《엽죄도감》 - 하용월 역
- 2023년 후난위성텔레비전 금응독파극장 《귀로》 - 멍샤오샤 역